# Hypochaetes
Hypochaetes is een geslacht van kevers uit de familie  
kniptorren (Elateridae).
Het geslacht is voor het eerst wetenschappelijk beschreven in 1859 door Bonvouloir.

## Soorten
Het geslacht omvat de volgende soort:
- Hypochaetes sericeus Bonvouloir, 1859